# لقاح سبوتنيك لايت
سبوتنيك لايت (بالروسية: Спутник Лайт)‏ (بالإنجليزية: Sputnik Light)‏ هو جرعة واحدة ضد مرض فيروس كورونا 2019 طوره مركز غاماليا الوطني لأبحاث علوم الأوبئة والأحياء الدقيقة. يتكون من الجرعة الأولى من لقاح سبوتنيك في ، والذي يعتمد على ناقل Ad26 ، ويمكن تخزينه في درجة حرارة الثلاجة العادية من 2-8 درجة مئوية (36-46 درجة فهرنهايت). يقول المعهد إن هذا الإصدار سيكون مناسبًا بشكل مثالي للمناطق التي تفشى فيها الأمراض الحادة ، مما يسمح بتلقيح المزيد من الأشخاص بسرعة.
كما سيتم استخدامه كجرعة (معززة) ثالثة لأولئك الذين تلقوا لقاح سبوتنيك في قبل ستة أشهر على الأقل.

## الفعالية
وجدت دراسة واقعية أجريت على مشاركين تتراوح أعمارهم بين 60 و 79 عامًا في الأرجنتين أن لقاح الجرعة الواحدة فعال بنسبة 79٪ في الوقاية من العدوى. كما وجدت تجربة سريرية من المرحلة الثالثة في روسيا فاعلية بنسبة 79٪. وفقًا لـنيكستسترين [الإنجليزية]، كان النسب B.1.1.317 هو المتغير السائد في روسيا خلال فترة الدراسة (5 ديسمبر 2020 إلى 15 أبريل 2021) ، بينما في الأرجنتين (29 ديسمبر 2020 إلى 21 مارس 2021) النسب N .5 في البداية ، ولكن سرعان ما تعايش العديد من السلالات بنسب مماثلة.

## تكوين اللقاح
التركيب ومواقع التصنيع والإجراءات واللوجستيات والمخاوف بشأن الآثار الضارة ومراقبة الجودة هي نفس الإجراءات الخاصة بلقاح سبوتنيك في،وخاصةً الجرعة الأولى منه. ونتيجة لذلك ، فإن القضايا المتعلقة بالجرعة الثانية ، مثل الوجود المحتمل لجسيمات ذات كفاءة في النسخ المتماثل ، لا تنطبق على سبوتنيك لايت.

## التجارب السريرية
- في يناير من عام 2021 ، بدأت تجارب لقاح سبوتنيك لايت المرحلة الأولى / والمرحلة الثانية من التجارب السريرية.[8]
- في فبراير من عام 2021 ، بدأت تجارب لقاح سبوتنيك لايت / تجارب المرحلة السريرية الثالثة.[9]

## ترخيص اللقاح
على الرغم من عدم ترخيص سبوتنيك لايت من قبل أوكرانيا أو المنظمات الدولية ، تم شحن عشرات الآلاف من الجرعات من قبل روسيا لاستخدامها في الأجزاء غير الخاضعة لسيطرة الحكومة من منطقة دونباس الشرقية اعتبارًا من يناير 2021.
ووفق صندوق الاستثمار المباشر الروسي فإن اللقاح معترف به في عدد من دول العالم.